# ذي المروة
ذي المروة موقع تاريخي لعين ماء وبلدة ومحطة قوافل مندثرة، وبذي المروة مسجد للرسول ﷺ. تبعد 180 كم شمال المدينة المنورة، وتقع على ضفة وادي اضم (وادي الحمض) بالقرب من نقطة التقائه مع رافدين عظيمين هما وادي الجِزل من الشمال ووادي الطبق القادم من خيبر من الشرق. وكان درب (طريق) الحج الشامي في القرون الثلاثة الهجرية الأولى يمر بها، وذلك عندما يُسلك من وادي القرى إلى السقيا ثم ذي المروة ثم يعبر وادي الحمض.

## في التاريخ
كان لبلدة ذي المروة ذكر قوي في القرون الأولى من الإسلام ثم نسيها التاريخ بعد أن هجرها سكانها وأصبحت اطلالاً خربه حتى اختفى اسمها من ذاكرة أهل المنطقة تماماً. وقد ذكرها الجغرافي الراحل حمد الجاسر في كتاب «بلاد ينبع» ومع أنه لم يزرها الا انه حدد موقعها بدقة وذكر بأنها هي «أم زرب».
- بعد أن اشتبك خالد بن سعيد مع الروم في مرج الصفر في (4 محرم 13 هـ / 11 مارس 634م) واستشهد ابنه في المعركة، ورجع بمن بقي معه إلى «ذي مروة» ينتظر قرار الخليفة.
- روى أبو الفرج النهرواني: أن الحسين بن زيد بن علي بن الحسين قد عمر ثلاث عيون بأعمال المدينة هي عين المضيق، وعين ذي مروة، وعين السقيا، وذلك عندما ذهب إلى اليمن ووفد على معن بن زائدة ورجع من عنده بأموال طائلة.
- قال الزمخشري: ذو المَروه في ديار الحجاز.[4]
- قال الواقدي: بين ذي المروة والمدينة ثمانية بردٍ أو أكثر قليلاً.[5]
- قال البكري الأندلسي: وذو المروة من أعمال المدينة قرى واسعة وهي لجهينة كان بها سبرة بن معبد الجهني صاحب رسول الله صلى الله عليه وسلم وولده إلى اليوم فيها بينها وبين المدينة ثمانية برد، و«الحزواء» من وراء ذي المروة على ليلتين.[6]
- روى ابن زبالة أن النبي صلى الله عليه وسلم نزل بذي المروة وصلى بها الفجر، ومكث لا يكلمهم حتى تعالى النهار، ثم خرج حتى أتى المروة فأسند إليها ظهره ملصقاً، ثم دعا حتى ذر قرن الشمس شرقاً يدعوا، ويقول في آخر دعائه: اللهم بارك فيها من بلاد واصرف عنهم الوباء، وأطعمهم من الجنى، اللهم اسقهم الغيث، واللهم سلمهم من الحاج، وسلم الحاج منهم. [7]